# Dokje van Perry

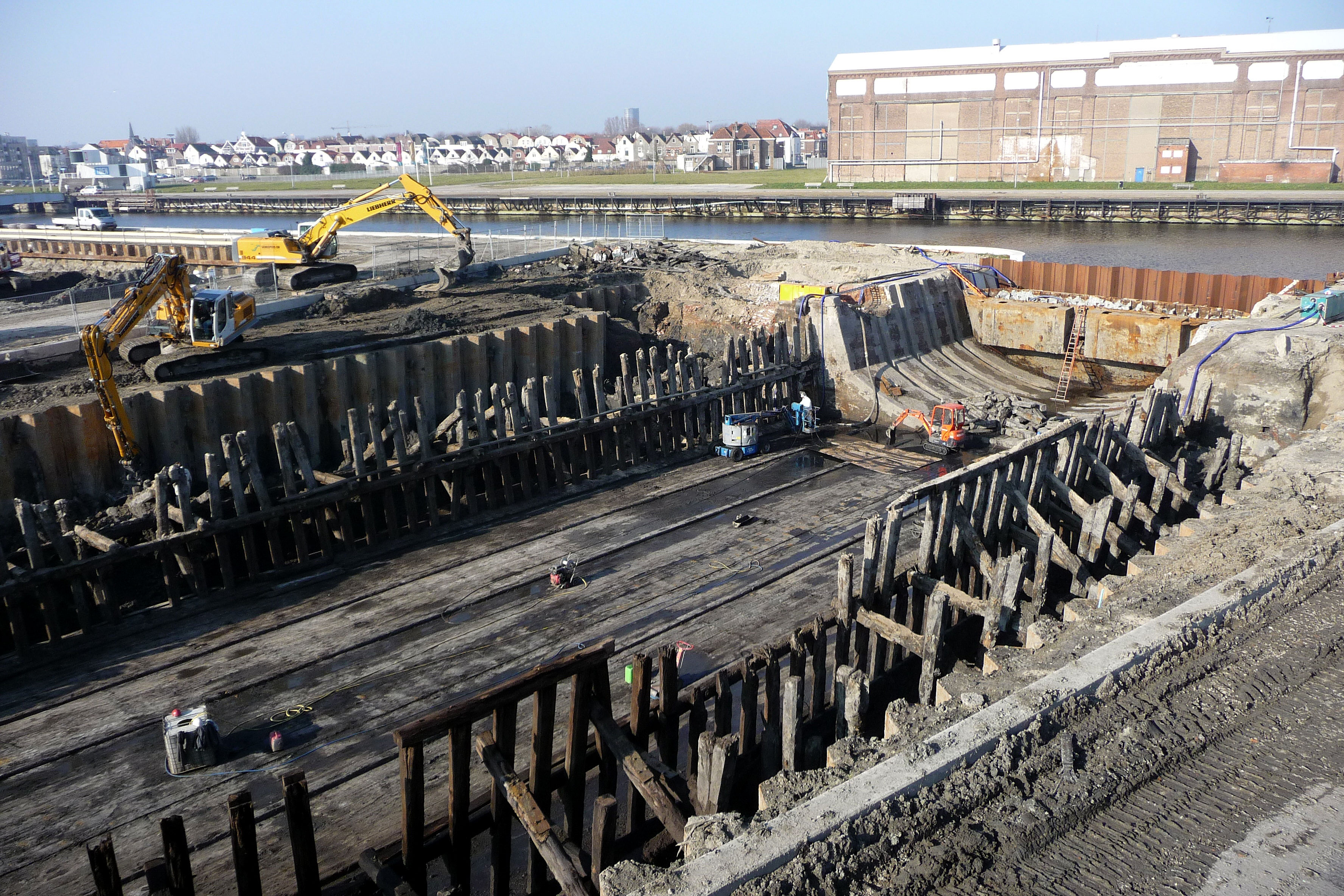
Het Dokje van Perry, nadat het in 2011 weer was uitgegraven

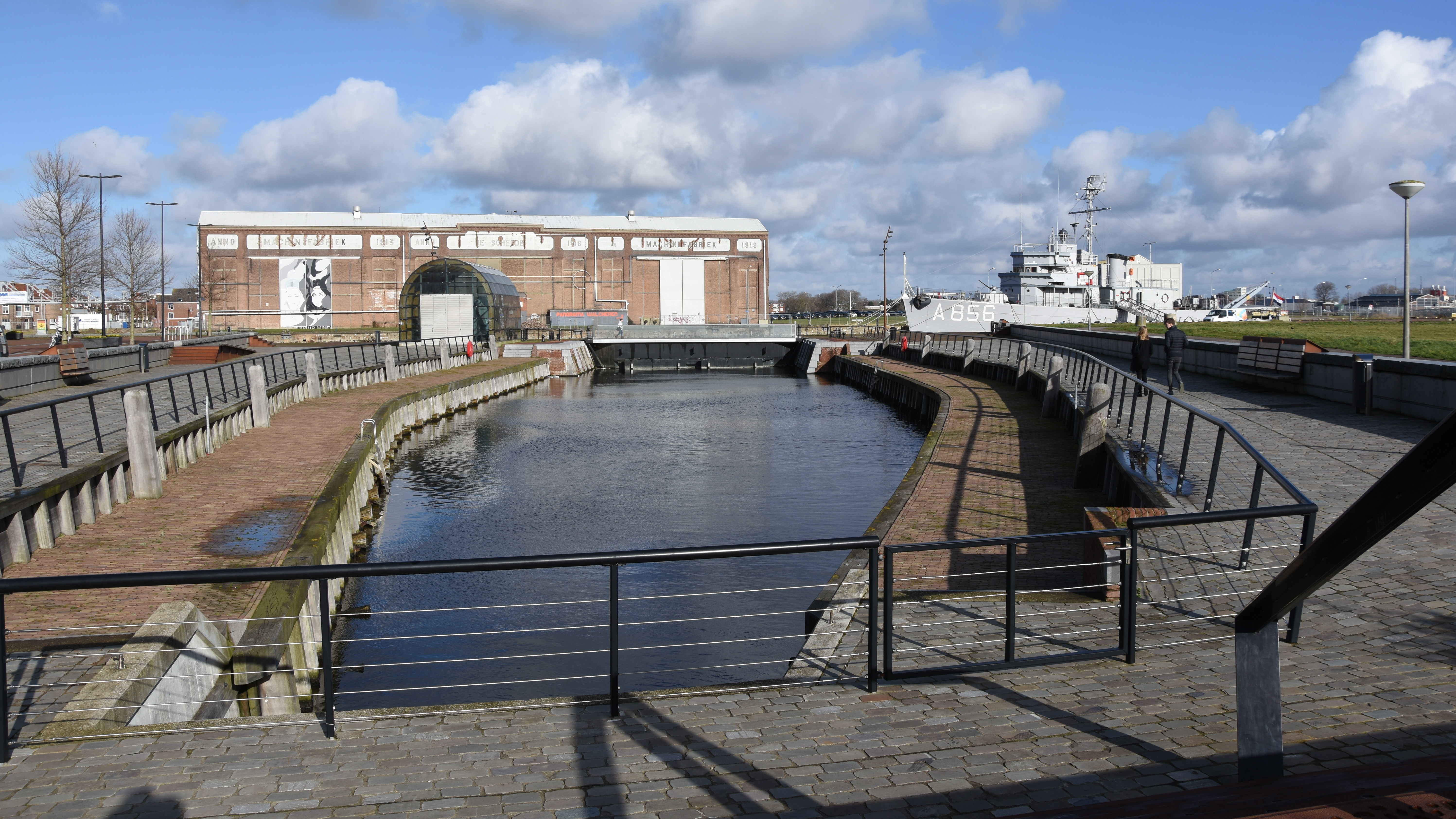
Het Dokje van Perry in 2018

Het Dokje van Perry in Vlissingen is het oudste bewaard gebleven droogdok van Nederland en een van de oudste van West-Europa. Het is gebouwd in de jaren 1704-1705 naar een ontwerp van Engelsman John Perry uit 1697. Sinds 1964 geniet het dokje een beschermde status als rijksmonument hetgeen niet heeft verhinderd dat het droogdok in 1974 onder de grond is gewerkt. In 2010 is het dok weer uitgegraven en is men begonnen met de restauratie. De kade langs de westzijde van het dok kreeg als straatnaam Dok van Perry.

## Historie
Het Dokje van Perry is gelegen aan de in 1614 in gebruik genomen Ooster- of Dokhaven in Vlissingen. Deze Dokhaven werd aan het einde van de 17de eeuw uitgediept zodat ook de groter wordende oorlogsschepen er konden aanmeren. Voor het uitvoeren van herstellingswerkzaamheden aan de schepen was er steeds meer behoefte aan een droogdok. In 1697 kreeg de Engelse marineofficier John Perry opdracht om een droogdok te ontwerpen. Reeds 1693 was een dokhaven voor 400.000 gulden gebouwd.

### Ontwerper John Perry
John Perry (1670-1733) nam op jonge leeftijd dienst in de Royal Navy en verloor in 1690 zijn rechterarm na een gevecht met een Franse kaper. Het jaar daarop bouwde Perry zijn eerste droogdok in de haven van Portsmouth. Zijn waterbouwkundige prestaties leverden hem een bevordering tot kapitein op en Perry kreeg het bevel over een eigen schip. Toen hij in 1693 met zijn schip terugkeerde uit Brits West-Indië werd hij nogmaals belaagd door een Franse kaper waarbij hij zijn schip verloor. Perry werd hiervoor veroordeeld tot 10 jaar gevangenisstraf wegens lafheid maar werd hiervan in 1697 vrijgesproken. Hij was weliswaar weer een vrij man maar zijn carrièrekansen binnen de Engelse marine waren verkeken. Vrijwel direct na zijn vrijlating kreeg Perry opdracht van de Admiraliteit van Zeeland om een droogdok te ontwerpen in Vlissingen. Een jaar later vertrok hij naar Sint-Petersburg waar hij in opdracht van Peter de Grote omvangrijke scheepswerven en dokken heeft aangelegd. Tsaar Peter zou tijdens zijn tweede reis door de Nederlanden in april 1717 ook het Dokje van Perry komen bezichtigen.

### Bouw van het dok (1704-1705)
Het ontwerp van Perry werd niet meteen uitgevoerd. Het is goed denkbaar dat met de juist getekende Vrede van Rijswijk er minder animo bestond om geld aan een droogdok uit te geven dat voornamelijk voor het onderhoud van de oorlogsvloot bedoeld was. Pas in 1704 gaven de Staten-Generaal toestemming en werd er meteen met de aanleg van het Dokje van Perry begonnen. Hoewel de Zeeuwse Admiraliteit de opdrachtgever was werd de bouw volledig gefinancierd door de Staten van Zeeland.
Het droogdok werd aangelegd in het zogenaamde Ganzegat, een verbindingskanaal tussen de kort daarvoor gemoderniseerde Dokhaven en de Pottekaaihaven. Al in 1583 was hier een stenen beer gebouwd toen deze latere havens nog deel uitmaakten van de vestinggracht. Bouwen op deze plaats had als voordeel dat men vanaf de bodem van het drooggelegde verbindingskanaal niet zo diep meer hoefde te graven teneinde de juiste diepte te bereiken. Het dok werd grotendeels gebouwd van zware houten balken. Aan de kant van Dokhaven zaten twee 'schotdeuren' die het dok konden afsluiten. De stenen beer werd voorzien van waterdoorlaten. Ook werd de stenen beer verfraaid met twee standbeelden van liggende leeuwen en is sindsdien ook wel het Leeuwensluisje genoemd. In 1705 kon het eerste schip al worden drooggezet.
Een schip werd bij hoog tij via de Dokhaven in het dokje gevaren waarna de deuren werden gesloten. Met houten balken werd het schip vervolgens klem gezet waarna een groot deel van het water bij laag tij via de doorlaten in de stenen beer en de Pottekaaihaven werd afgevoerd. Het laatste water werd uit het dok gepompt middels een 'paarden-kettingmolen'; een pompsysteem dat werd aangedreven door drie geblindeerde paarden.

### Gebruik van het dok

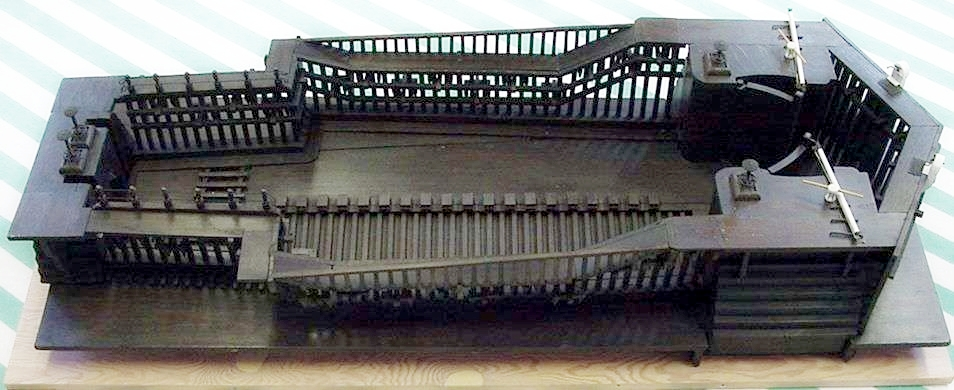
Model dokje van Perry uit 1756. Foto & collectie: Zeeuws maritiem muZEEum.

Al vrij snel na de ingebruikneming van het droogdok traden er problemen op. Zo werd al in 1707 geconstateerd dat het hout te lijden had onder de paalworm. Een ander probleem was dat de deuren aan de kant van de Dokhaven niet in staat waren grote waterdruk te doorstaan zodat tijdens het dokken het waterpeil in de Dokhaven laag gehouden moest worden. In 1737 begon het droogdok ernstige gebreken te vertonen. Eerst ontstond een lekkage bij de deuren en later aan de kant van de stenen beer. Reparaties werden uitgevoerd maar in 1744 werd geconstateerd dat de houten balken wederom waren aangetast door de paalworm en een jaar later werd het dokje buiten gebruik gesteld. Zowel in de 18de eeuw als in de Franse tijd werden er plannen gemaakt om het droogdok te herstellen, maar de hoge kosten verhinderden dat.

### Uitbreiding en modernisering (1836-1838)
Aan het begin van de 19e eeuw kwam de voormalige Admiraliteitswerf onder bestuur van de Koninklijke Marine en werd voortgezet als Marine Etablissement te Vlissingen, waar op de 'werf van aanbouw' nieuwbouw van marineschepen plaatsvond en op een afzonderlijke 'werf van uitrusting' de marineschepen werden voorbereid op hun reizen, met name naar de koloniën. De marine had grootste plannen met haar werven, hetgeen de redding van het droogdok betekende.
In 1834 onderzocht 'constructeur der marine' ingenieur A.E. Tromp het dok en ontwierp een plan tot herstel en uitbreiding van het dokje. De werkzaamheden werden in 1836-1838 uitgevoerd waarbij de fundering en de houten vloer werden versterkt, het dokje werd vergroot en aan de Dokhaven een stenen schipsluis werd opgemetseld waarin een houten schipdeur (bateau-porte) kon worden afgezonken. In plaats van een 'paarden-kettingmolen' om het water weg te pompen werd er naast het droogdok een stenen gebouwtje geplaatst dat onderdak bood aan een Watts stoommachine met een vermogen van 18 pk.
Tijdens het opmetselen van de schipsluis werden aan de buitenzijde twee gedenkstenen ingemetseld. De opschriften van de stenen luiden: 

Onder het stadhouderschap van Willem III,
Koning van Engeland
op voordragt der admiraliteit van Zeeland,
ontworpen in 1697, gebouwd in 1704-1705
buiten gebruik geraakt in 1745
en
Onder de regering van Willem I
Koning der Nederlanden, P.v.O., G.H.v.L.
op voorstel van Z.K.H. Prins Frederik der
Nederlanden, Admiraal en Kolonel-Generaal.
Hersteld in 1836-1837
De gedenkstenen zijn bij latere reparatiewerkzaamheden aan het dokje in de gevel van de pompkamer ingemetseld. Nadat deze pompkamer in oktober 1961 was afgebroken zijn de gedenkstenen geplaatst voor het hoofdkantoor van De Schelde.
De herstellingswerkzaamheden en aanpassingen waren in 1838 voltooid. In juli 1838 kon het korvet Ajax als eerste schip ter reparatie worden drooggezet. Op verzoek konden ook reders en particuliere schippers van het dok gebruikmaken. In 1868 werd het Vlissingse Marine Etablissement opgeheven, waarna de terreinen, met het dokje, in 1875 in handen kwamen van de nieuwe scheepswerf NV Koninklijke Maatschappij de Schelde (KMS).

### Gebruik en verlengingen
De Schelde maakte lange tijd intensief gebruik van het dok. Veel nieuw gebouwde schepen ondergingen hierin een laatste inspectie. De eerste Nederlandse onderzeeboot Hr. Ms. O 1 werd deels in het dok gebouwd en vrijwel alle kleinere marineschepen en de veerboten van de Provinciale Stoombootdiensten in Zeeland ondergingen één of meerdere keren in het dok een onderhoudsbeurt. Schepen die op de Westerschelde averij opliepen kwamen naar het dokje voor inspectie of reparatie.
Regelmatig waren allerhande herstellingen en aanpassingen aan het dok noodzakelijk. Zo kwam er in 1878 een nieuwe stoomketel en werd in 1925 de houten schipdeur vervangen door een zelfgebouwd stalen exemplaar. De lengte van het dok werd echter steeds meer een beperking, vandaar dat De Schelde deze steeds iets probeerde op te rekken. In 1930 werd het dok aan de zijde van de stenen beer verlengd van 74,15 naar 76 meter, in 1936 nog eens van 76 naar 84 meter. Dit laatste was noodzakelijk vanwege het kunnen dokken van de in aanbouw zijnde Poolse onderzeeboot Orzeł. Ook maakte men vóór de schipsluis een vijfde sponning in beton zodat de schipdeur nog verder richting Dokhaven kon worden neergelaten. Pas in 1939 kon de werf elders op het terrein een groter droogdok van 150 meter lengte in gebruik nemen. Sindsdien stond het Dokje van Perry op de werf bekend als het 'kleine droogdok'.

### Dreigende sloop (1964-1974)
Van 1964 tot 1974 was het voortbestaan van het Dokje van Perry onzeker. Terwijl een aanvraag voor plaatsing op de monumentenlijst in behandeling was werd door De Schelde, die heel andere plannen met het gebied had, een sloopvergunning aangevraagd. Zo werd het dokje op 27 oktober 1964 op de monumentenlijst geplaatst en enkele maanden later verleende het Ministerie van Cultuur, Recreatie en Maatschappelijk Werk (CRM) een sloopvergunning. Aan de onduidelijke status van het dokje is pas in 1974 een eind gekomen toen de Rijksdienst voor Monumentenzorg besloot dat de sloopvergunning van kracht bleef. Het Dokje van Perry werd echter niet gesloopt, maar in november 1974 volgestort met zand waarna de werf een loods boven het dokje bouwde.

## Restauratie
Het terrein waar het Dokje van Perry begraven lag was tot 2003 eigendom van De Schelde en is daarna overgegaan naar de gemeente Vlissingen. Op het terrein verrijst een nieuwe woonwijk, het Scheldekwartier, met als middelpunt het Dokje van Perry. In maart 2007 werd na de sloop van de gebouwen het dok deels uitgegraven voor technisch onderzoek. Nadat er een damwand omheen was geslagen en de financiering rond was, kon het dok vanaf oktober 2010 geheel worden uitgegraven en gerestaureerd. Een maand later begon ook de bouw van het eerste woonblok van de nieuwe woonwijk. Het gerestaureerde Dokje van Perry werd in augustus 2013 geopend door Pieter van Vollenhoven.
In december 2021 werd het voormalige torpedowerkschip Hr.Ms. Mercuur overgebracht naar het dok. Het is een museumschip.